# 奥平俊蔵
奥平 俊蔵（奥平 俊藏、おくだいら しゅんぞう、1875年（明治8年）12月25日 - 1953年（昭和28年）3月4日）は、大日本帝国陸軍軍人。最終階級は陸軍中将。位階勲等功級は正四位勲二等功五級。

## 経歴・人物
東京府人・奧平定盛の四男として生まれ、1915年（大正4年）甥の石之助方より分れて一家を創立する。
1896年（明治29年）陸軍士官学校第7期卒業。のち1902年（明治35年）陸軍大学校第16期卒業。
参謀本部部員、留守第18師団参謀長、1915年（大正4年）4月に本郷連隊区司令官、1916年（大正5年）4月に陸軍歩兵大佐、同年8月に陸軍省軍務局歩兵課長、1919年（大正8年）4月に第1師団司令部附、同年12月に航空第4大隊長を経て、1920年（大正9年）8月に陸軍少将・中支那派遣隊司令官に任官。
その後、1922年（大正11年）8月に歩兵第2旅団長、1924年（大正13年）2月に第5師団司令部附を経て、同年12月15日に陸軍中将に昇進と同時に待命、同月20日に予備役に編入した。
日露戦争および日独戦争に出征した。
1947年（昭和22年）11月28日、公職追放仮指定を受けた。

## 栄典
位階
- 1913年（大正2年）3月10日 - 正六位[6]
- 1920年（大正9年）9月10日 - 正五位[7]
- 1925年（大正14年）1月21日 - 正四位[8]

勲章
- 1923年（大正12年）6月7日 - 支那共和国：二等文虎勲章[9]
- 1940年（昭和15年）8月15日 - 紀元二千六百年祝典記念章[10]

## 著作
- 述『国際間ノ平和ハ果シテ永続性アリヤ』豊道会、1926年。
- 『政治及民心ノ指導原理タル国体』恢弘会、1937年。
- 述『国体の根本血と魂』日本協会出版部、1940年。
- 栗原宏編『不器用な自画像―陸軍中将奥平俊蔵自叙伝』柏書房、1983年。

## 親族
- 妻：奥平イチ（幕末の志士・赤川雄三の養子）[2][11]